# Antoine Lékpa Gbegbeni
Antoine Lékpa Gbegbeni est un homme politique togolais affilié au parti UNIR. Depuis 2018, il est membre du gouvernement togolais, d'abord en tant que ministre de l'Eau, de l'Équipement rural et de l'Hydraulique villageoise puis en tant que ministre de l'Agriculture, de l'Élevage et du Développement rural.

## Biographie

### Débuts
De 1998 à 2006, Antoine Gbegbeni est administrateur de la S3G Togo (désormais société Le Watt), une société spécialisée dans les matériaux de construction. Sur la même période, entre 2001 et 2006, il est le poste d'administrateur directeur général de CAP TOGO.
Il est nommé directeur de la Société togolaise des eaux (TdE) en 2014 et quitte le poste en 2018. Durant son mandat, la TdE est devenue une société de patrimoine et une société fermière, ce qui a permis d'augmenter le nombre de forages dans le pays.

### Carrière politique
Il intègre la sphère politique togolaise pour la première fois en 2003, lorsqu'il est élu député dans la préfecture de Bassar. Durant son mandat de cinq ans, il est également membre de la commission des finances de l'Assemblée nationale.
Après une dizaine d'années loin de la vie politique de son pays, il est appelé au gouvernement par Faure Gnassingbé en février 2018 pour occuper le poste de ministre de l'Eau, de l'Assainissement et de l'Hydraulique villageoise au sein du premier gouvernement de Komi Sélom Klassou, portefeuille jusqu'alors rattaché au ministère de l'Agriculture, de l'Élevage et de la Pêche de Ouro-Koura Agadazi. Son objectif est alors de rendre l'eau potable accessible au plus grand nombre, particulièrement en milieux ruraux et dans la capitale, en accord avec le plan national de développement. Cela passe notamment par une application plus stricte du Code de l'eau, encore peu respecté au Togo.
Gbegbeni laisse le poste en octobre 2020 à Bolidja Tiem alors qu'il se voit confier le ministère de l'Agriculture, de l'Élevage et du Développement rural. Dans le cadre de cette nouvelle fonction, il organise notamment le Forum des producteurs agricoles du Togo (FoPAT) et s'inscrit dans la lignée de la nouvelle feuille de route gouvernementale togolaise 2020-2025. Le but final est de développer l'agriculture au Togo et plus particulièrement dans la région des Savanes. Il compte pour cela s'appuyer en partie sur la mécanisation du secteur agricole. Pour mener à bien sa mission, il jouit entre autres d'aides financières d'autres pays.

## Décorations
- Officier de l'ordre du Mono
- Officier de l'ordre national du Mérite du Togo